# Matthew C. Perry
Matthew Calbraith Perry (10 tháng 4 năm 1794– 4 tháng 3 năm 1858, New York) là Phó Đề đốc của Hải quân Hoa Kỳ. Ông được biết đến trong lịch sử vì đã chỉ huy hải đoàn Đông Ấn (East India Squadron) đến đất nước Nhật Bản để buộc nước này phải mở cửa thông thương với nước ngoài sau hơn 200 năm nước này thực hiện chính sách bế quan tỏa cảng của Mạc Phủ Tokugawa.
Sách tiếng Việt đầu thế kỷ 20 có phiên âm tên của ông là Đề đốc Bá Lý.

## Tiểu sử
Matthew Calbraith Perry sinh ngày 10 tháng 4 năm 1794 tại South Kingston, là con trai của Đại tá Hải quân Christopher R. Perry và là em trai của Phó đề đốc Oliver Hazard Perry, người được mệnh danh là "Người hùng của Trận hồ Erie" trong Chiến tranh Hoa Kỳ - Anh Quốc (1812).

### Giai đoạn 1809 - 1820

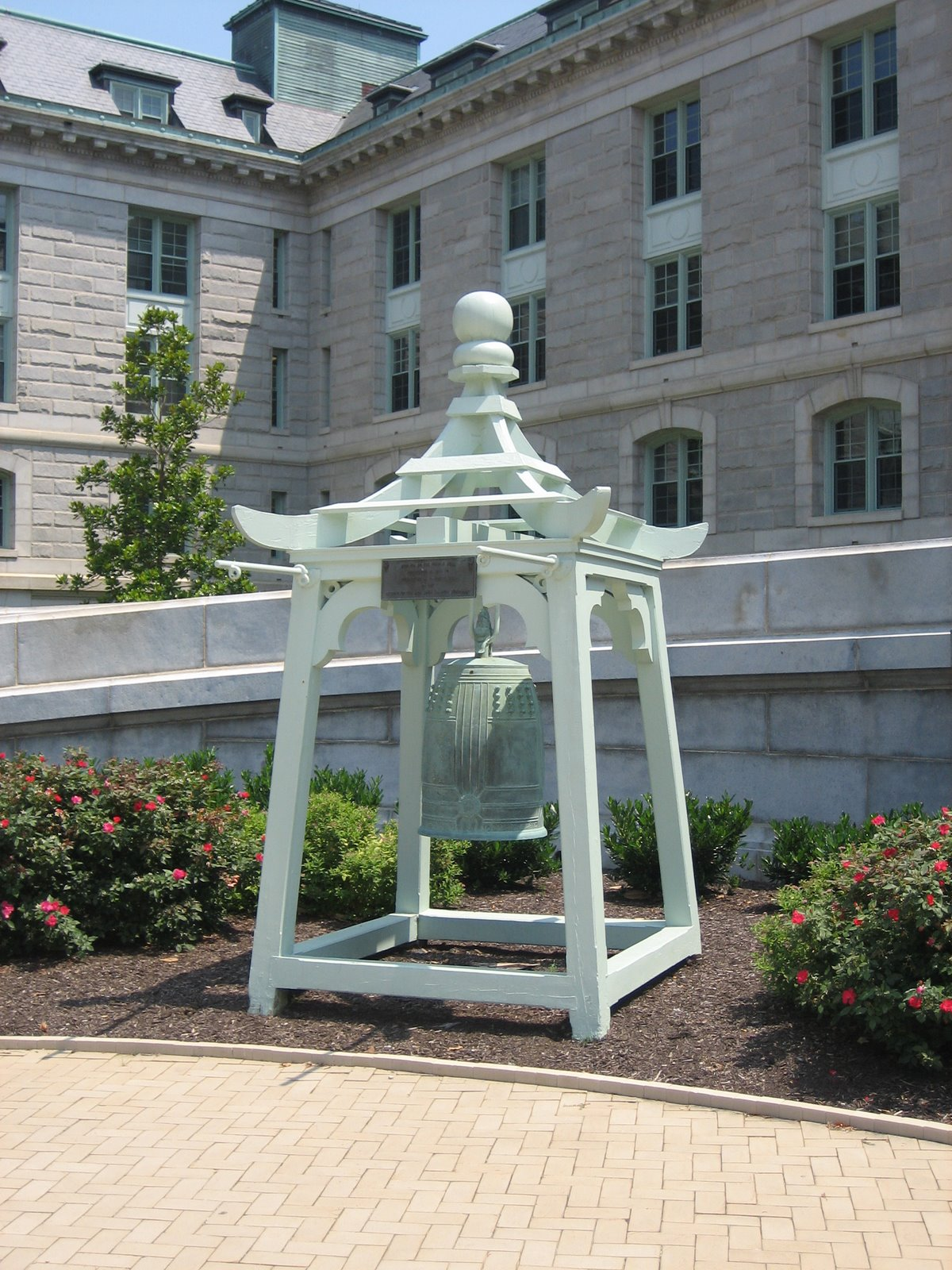
Một bản sao chính xác của Chuông Gokoku-ji mà Matthew Perry mang về từ Nhật Bản là một món quà do triều đình Ryukyu tặng. Hiện nay đặt ở lối vào của Sảnh Bancroft tại Học viện Hải quân Hoa Kỳ ở Annapolis, MD. Quả chuông nguyên gốc đã được trả lại cho chính phủ Nhật Bản vào năm 1987.

Sự nghiệp của cha anh đã sớm ảnh hưởng đến Matthew Perry. Năm 1809, ông chính thức trở thành một Học viên Hải quân (Midshipman), và bước đầu được phân công làm việc trên tàu USS Revenge. Dưới sự chỉ huy của anh trai, ông đã tham chiến trong Trận hồ Erie với tư cách là một sĩ quan hải quân tập sự trên soái hạm Lawrence, sau đó là soái hạm Niagara.
Sự nghiệp của Perry được tiếp tục trên một số tàu chiến, quan trọng nhất là tàu USS President, vốn đã giành được chiến thắng ngắn ngủi trước một tàu của Anh, HMS Little Belt, ngay trước khi cuộc chiến tranh năm 1812 chính thức tuyên bố. Khi đó, ông được bổ nhiệm làm một trợ lý của Phó Đề đốc John Rodgers. Sau một thời gian ngắn, ông được chuyển sang tàu USS United States, và đã chứng kiến những trận chiến nhỏ trong chiến tranh sau đó, kể từ khi con tàu bị mắc kẹt tại cảng ở New London, Connecticut.
Sau khi Hiệp ước Ghent được ký kết, kết thúc cuộc xung đột, ông phục vụ trên nhiều tàu chiến khác nhau ở Địa Trung Hải. Matthew Perry còn phục vụ dưới trướng Phó Đề đốc William Bainbridge trong Chiến tranh Barbary lần thứ hai. Sau đó ông phục vụ trong vùng biển Châu Phi trên tàu USS Cyane suốt cuộc tuần tra ngoài Liberia trong những năm 1819-1820. Sau cuộc hành trình này, ông được gửi đến để đàn áp cướp biển và việc buôn bán nô lệ ở Tây Ấn Độ. Thời gian này, trong khi cập bến tại một cảng tại nước Nga, ông nhận được lời mời làm việc trong Hải quân Đế quốc Nga, nhưng ông đã từ chối.

### Giai đoạn 1820 – 1840
Vào năm 1763, người Anh kiểm soát vùng Florida, đụng chạm với quyền lợi của người Tây Ban Nha, vốn cho rằng khu vực Florida Keys là một phần của Cuba và Bắc La Habana. Người Mỹ thì nhắm đến Key West (còn có tên gọi Cayo Hueso trong tiếng Tây Ban Nha), được xem như là "Gibraltar của phương Tây" vì nó bảo vệ bờ phía bắc của eo biển Florida rộng 145 km - tuyến đường nước sâu giữa Đại Tây Dương và Vịnh Mexico.
Năm 1815, thống đốc Tây Ban Nha ở La Habana chuyển nhượng đảo Key West cho Juan Pablo Salas ở vùng Saint Augustine. Sau khi Florida được nhường lại cho Hoa Kỳ, Salas đã bán lại cho một thương gia người Mỹ là John W. Simonton với giá $2.000 vào năm 1821. Simonton vận động chính phủ Mỹ cho thiết lập một căn cứ hải quân ở Key West, cả hai đều tận dụng lợi thế vị trí chiến lược của nó và mang lại luật lệ và trật tự cho khu vực này.
Bấy giờ, Perry đang là thuyền trưởng tàu USS Shark, một loại thuyền buồm dọc được trang bị 12 khẩu súng. Ngày 25 tháng 3 năm 1822, ông đưa tàu Shark đến Key West để cắm lá cờ Mỹ, tuyên bố chính thức Key West thuộc chủ quyền của Hoa Kỳ. Cái tên "Cayo Hueso" được đổi thành "Đảo Thompson" theo lệnh của Bộ trưởng Hải quân Smith Thompson và bến cảng "Port Rodgers" theo họ của một vị Chủ tịch Hội đồng Ủy viên Hải quân giấu tên.
Từ năm 1826 đến 1827, Perry là một thuyền trưởng chiến hạm cho Phó Đề đốc Rodgers. Sau đó ông trở về Charleston, tiểu bang Nam Carolina làm nhiệm vụ phòng thủ bờ biển vào năm 1828, và năm 1830 được giao quyền chỉ huy chiến hạm USS Concord (một loại tàu chiến nhẹ). Ông đã trải qua bốn năm từ 1833 đến 1837, là sĩ quan thứ hai của Xưởng Hải quân New York (sau này là Xưởng đóng tàu Hải Quân Brooklyn) được thăng chức Đại tá Hải quân vào cuối cuộc thao diễn quân sự này.
Matthew Perry đã tỏ ra rất quan tâm đến việc đào tạo trong hải quân, Ông nhiệt thành hỗ trợ xây dựng một hệ thống học việc để đào tạo thủy thủ mới, và giúp thiết lập các chương trình giảng dạy cho Học viện Hải quân Hoa Kỳ. Ông là một người ủng hộ và đề xướng công tác hiện đại hóa hải quân. Sau khi được thăng cấp Đại tá Hải quân, ông được cử giám sát việc đóng chiếc tàu frigate hơi nước thứ hai của Hải quân Hoa Kỳ, USS Fulton. Ông cũng được bổ nhiệm làm thuyền trưởng của USS Fulton ngay sau khi nó hoàn thành. Ngoài ra, ông còn tổ chức binh đoàn các kỹ sư hải quân đầu tiên của nước Mỹ và trường dạy xạ kích đầu tiên của hải quân Mỹ ở Sandy Hook trong khi chỉ huy tàu Fulton vào những năm 1839-1841 trên bờ biển New Jersey. Vì nhiều lẽ đó, ông mệnh danh là "Cha đẻ của Hải quân hơi nước" của Hoa Kỳ.

### Thăng phong Đề đốc

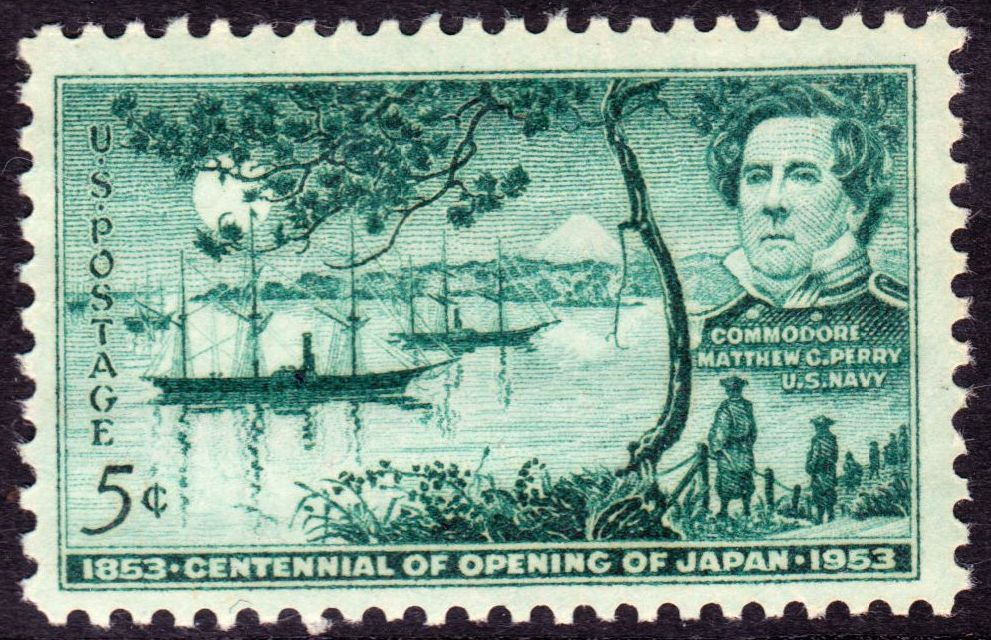
Tem in hình Phó Đề đốc Matthew C. Perry phát hành vào năm 1953

Matthew Perry được phong hàm Commodore vào tháng 6 năm 1840, khi Bộ trưởng Hải quân chỉ định ông là sĩ quan chỉ huy của Xưởng đóng tàu Hải quân New York. Cần biết rằng Hải quân Hoa Kỳ không có cấp bậc cao hơn Đại tá Hải quân (Navy Captain) cho đến tận năm 1862, vì vậy cấp bậc Commodore (tương đương Phó đề đốc ngày nay) thực sự có tầm quan trọng đáng kể. Theo thông lệ bấy giờ, trong Lục quân và Hải quân Hoa Kỳ, khi đang thực thi các nhiệm vụ quan trọng, các sĩ quan thường được mang các cấp bậc tạm thời cao hơn cấp bậc thường trực của họ. Tuy nhiên, sau khi kết thúc nhiệm vụ, họ sẽ mang trở lại cấp bậc thường trực. Dù vậy, đối với các sĩ quan chỉ huy đã mang đến cấp bậc Commodore thường được giữ cấp bậc này vĩnh viễn, và Perry không phải là ngoại lệ.
Trong suốt nhiệm kỳ tại Brooklyn, Perry sống ở Khu B ở Admiral's Row, một tòa nhà vẫn còn đến ngày nay, dù đang bị đe dọa phá hủy bởi Công ty Phát triển Xưởng đóng tàu Hải quân Brooklyn. Năm 1843, Perry nắm quyền chỉ huy Hạm đội châu Phi (African Squadron) với nhiệm vụ ngăn chặn việc buôn bán nô lệ theo Hiệp ước Webster-Ashburton cho đến năm 1844.

### Chiến tranh Mỹ - Mexico
Năm 1845, nhiệm kỳ chỉ huy Hải đoàn Chủ lực (Home Squadron) của Phó Đề đốc David Connor đã kết thúc. Tuy nhiên, các quan chức chính phủ Hoa Kỳ hiểu được rằng không nên thay đổi vị trí chỉ huy khi Chiến tranh Mỹ-Mexico bùng nổ. Nhiệm kỳ của Connor được tiếp tục và Matthew Perry, người được xem là ứng viên sáng giá để kế nhiệm Connor, được bổ nhiệm làm Phó chỉ huy trưởng thứ nhất (second-in-command) và trực tiếp chỉ huy tàu USS Mississippi. Ông chỉ huy phân đội của mình chiếm được thành phố Mexico của Frontera, uy hiếp Tabasco và tham gia vào cuộc viễn chinh Tampico. Ông phải trở lại Norfolk, Virginia để sửa chữa và tiếp tế cho tàu của mình và ở lại đó cho đến tận sau khi cuộc đổ bộ tại Veracruz diễn ra.
Thời gian Matthew Perry trở lại Hoa Kỳ cũng chính là lúc ông nhận được quyết định bổ nhiệm ông thay thế Connor trong vai trò chỉ huy của Hải đoàn Chủ lực. Ông trở lại và chỉ huy hải đoàn hỗ trợ cuộc bao vây Veracruz từ phía biển. Sau khi Veracruz thất thủ, chỉ huy lực lượng Lục quân Hoa Kỳ, tướng Winfield Scott đã chuyển quân sâu hơn vào vùng nội địa và Perry được giao nhiệm vụ tấn công các thành phố cảng còn lại của Mexico. Perry tập hợp các phân đội của mình lại thành Hạm đội Mosquito và chiếm được Tuxpan vào tháng 4 năm 1847. Trong tháng 7 năm 1847, ông đích thân dàn quân tấn công Tabasco, dẫn đầu một lực lượng gồm 1.173 lính đổ bộ lên thành phố.

## Cuộc viễn chinh của Perry: Mở cửa Nhật Bản, 1852-1854

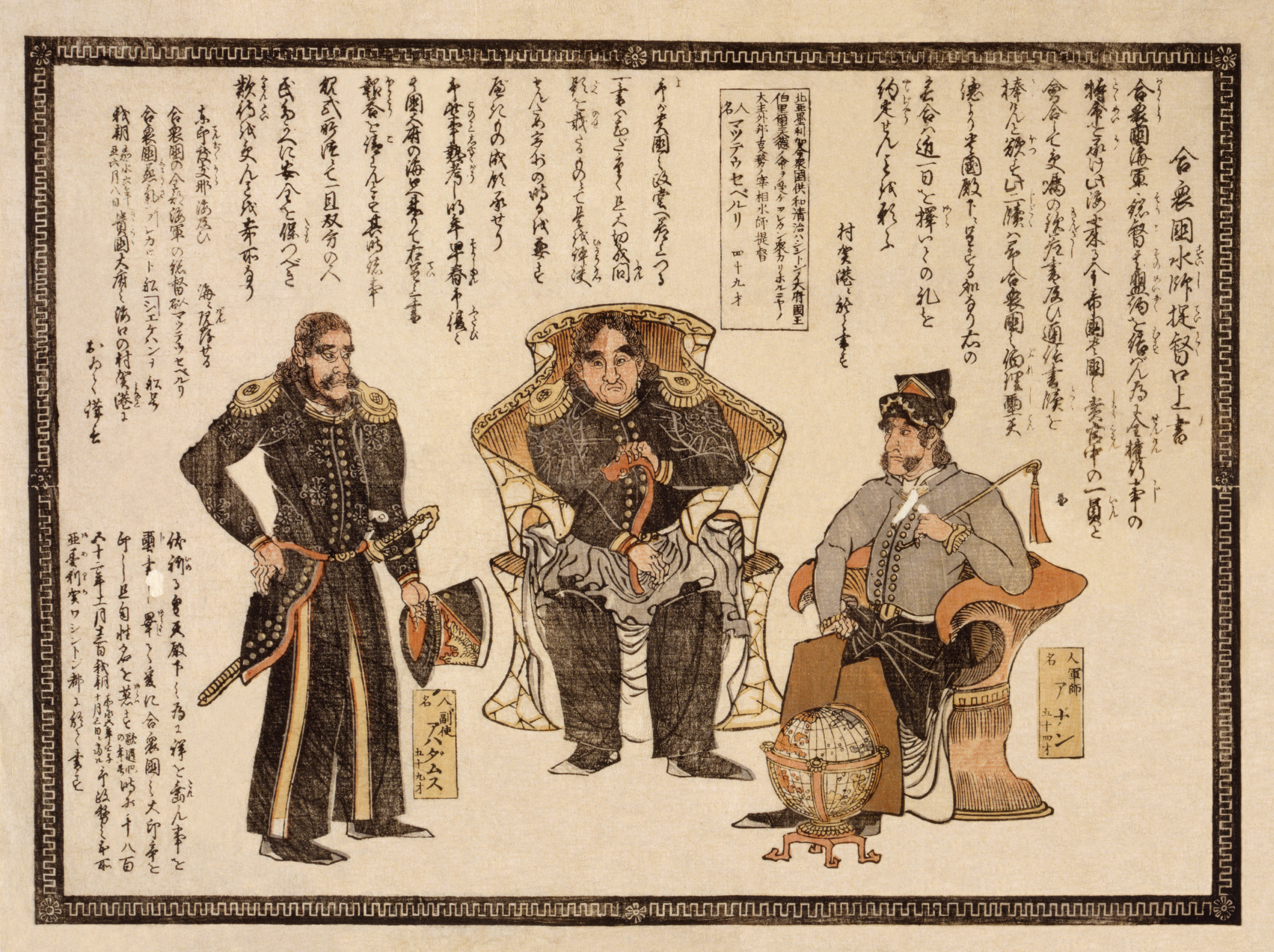
Tranh khắc gỗ Nhật Bản minh họa Perry (giữa) và một số thủy thủ cấp cao người Mỹ

Trước khi tới vùng Viễn Đông, Matthew Perry có đọc và nghiên cứu khá nhiều tài liệu để tìm hiểu về chính quyền Mạc Phủ của Nhật Bản. Nghiên cứu của ông thậm chí còn bao gồm việc tham khảo nhiều tác phẩm của nhà Nhật Bản học nổi tiếng Philipp Franz von Siebold, người đã sống trên đảo Dejima của người Hà Lan được 8 năm trước khi lui về Leiden ở Hà Lan.

### Tiền lệ

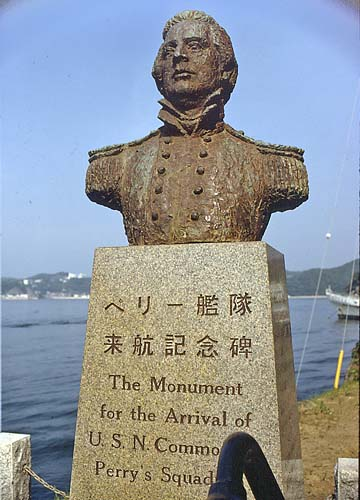
Tượng bán thân của Matthew Perry ở Shimoda, Shizuoka

Trước thời điểm hạm đội của Matthew Perry đến Nhật Bản đã có một số cuộc thám hiểm bằng tàu do Hải quân Mỹ tổ chức:
- Từ 1797-1809, một số tàu chiến Mỹ tiến hành việc buôn bán ở Nagasaki dưới cờ Hà Lan, theo yêu cầu của người Hà Lan bởi cuộc xung đột chống lại người Anh trong cuộc chiến tranh Napoleon. Nhật Bản theo chính sách bế quan tỏa cảng đã hạn chế các hoạt động ngoại thương chỉ dành cho Hà Lan và Trung Quốc vào thời gian đó.
- Năm 1837, Charles W. King, một doanh nhân Mỹ ở Quảng Châu, có một cơ hội mở cửa thương mại bằng cách cố gắng đưa trả lại ba thủy thủ người Nhật bị đắm tàu vài năm trước trên bờ biển Washington trở về Nhật Bản (trong đó có Otokichi). Ông đến kênh Uraga với Morrison, một tàu buôn Mỹ không vũ trang. Con tàu bị tấn công nhiều lần, và khởi hành trở về mà không hoàn thành được nhiệm vụ.
- Năm 1846, Trung tá Hải quân (Commander) James Biddle được Chính phủ Hoa Kỳ gửi đến để mở cửa thương mại, neo trong vịnh Tokyo với hai tàu, trong đó có một tàu chiến được trang bị 72 khẩu pháo, nhưng lời đề nghị về một hiệp định thương mại của ông không thành công.[9]
- Năm 1849, Đại tá Hải quân James Glynn khởi hành đi đến Nagasaki và thực hiện đàm phán thành công đầu tiên giữa một người Mỹ với chính phủ Nhật Bản. James Glynn đề nghị với Quốc hội Hoa Kỳ rằng các cuộc đàm phán mở cửa Nhật Bản sẽ được hỗ trợ bằng một cuộc biểu dương lực lượng quân sự, do đó đã mở đường cho cuộc viễn chinh của Perry sau này.[10]

### Đợt viếng thăm đầu tiên, 1852-1853

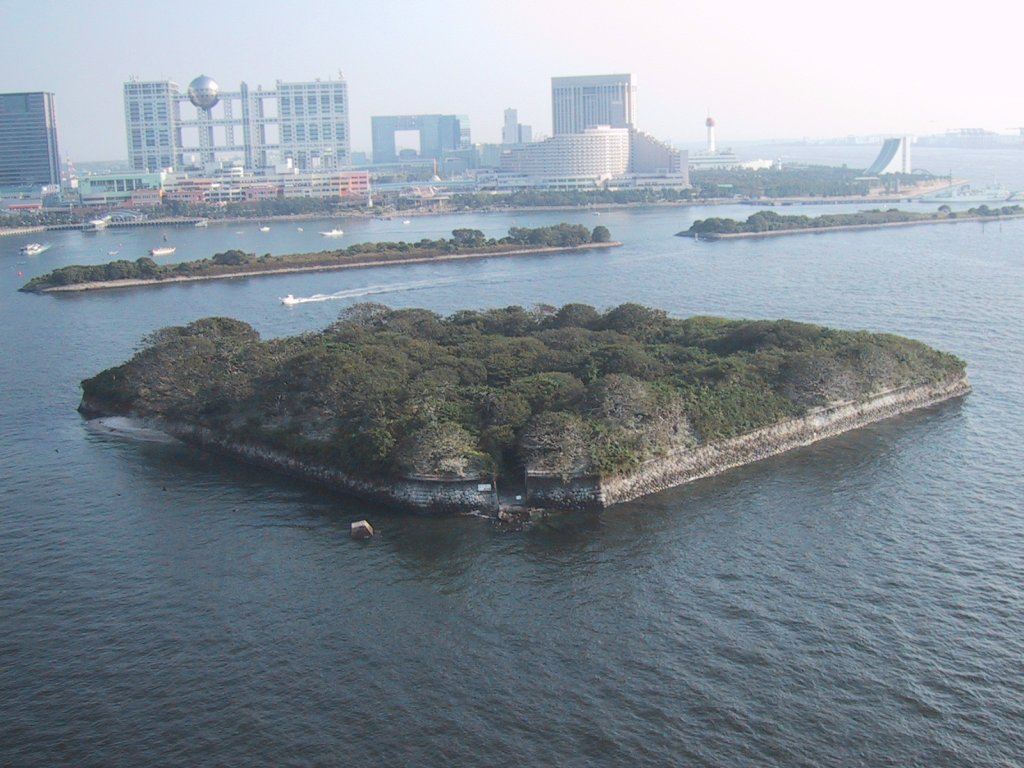
Khẩu đội pháo Odaiba ở lối vào Tokyo, được xây dựng vào 1853-1854 nhằm ngăn chặn sự xâm nhập của Mỹ

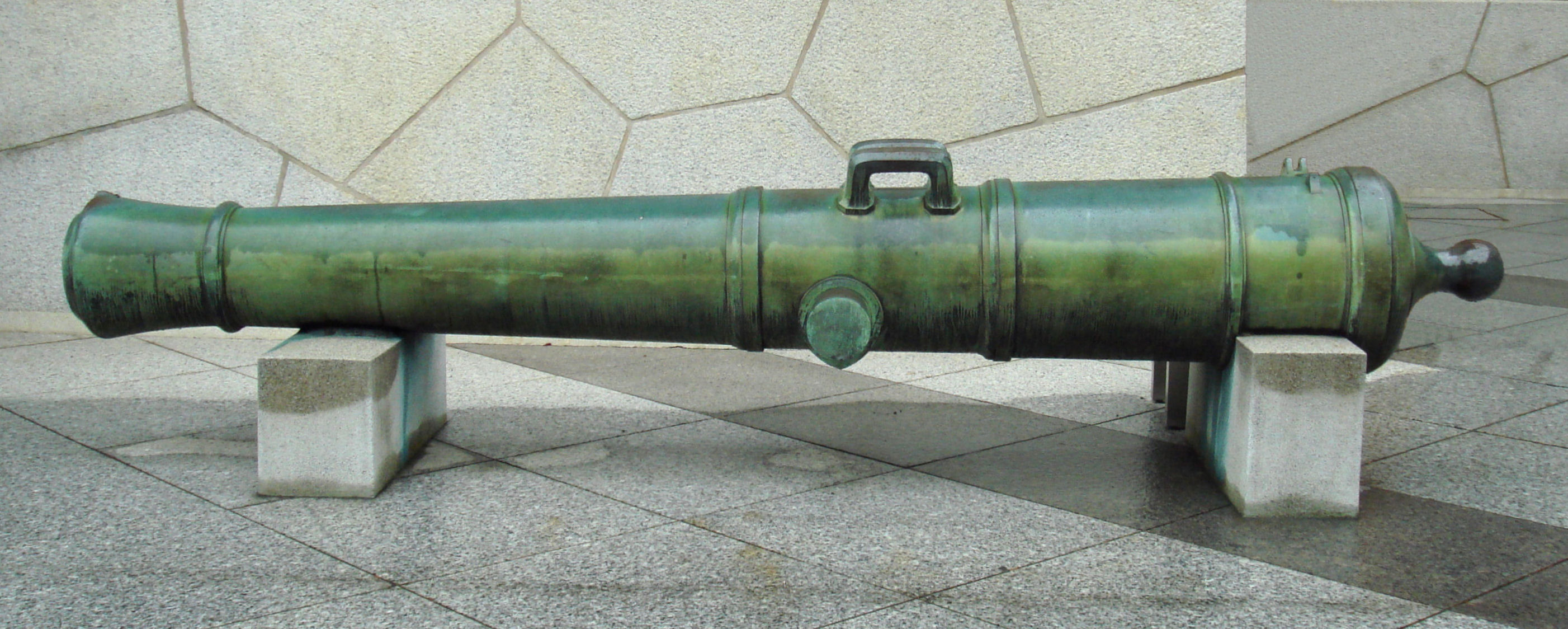
Một trong những khẩu pháo của Odaiba, hiện tại nằm ở Đền Yasukuni nặng 80-pao đồng, nòng súng: 250mm, chiều dài: 3830mm.

Năm 1852, Matthew Perry bắt đầu khởi hành từ Norfolk (Virginia) đến Nhật Bản, chỉ huy Hải đoàn Đông Ấn (East India Squadron) nhằm mục đích tìm kiếm một hiệp ước thương mại với Nhật Bản. Ông cho đậu bốn con tàu Mississippi, Plymouth, Saratoga, Susquehanna ở thủy đạo Uraga gần Edo (Tokyo ngày nay) vào ngày 8 tháng 7 năm 1853. Trước khi tiến hành cuộc hành trình này, ông nghiên cứu cẩn thận về các cuộc gặp gỡ trước đây giữa chính phủ Nhật Bản với các tàu thuyền phương Tây và những gì ông được biết về văn hóa phân chia cấp bậc phong kiến trong xã hội Nhật Bản. Ông gặp người đại diện của Mạc phủ Tokugawa và được khuyên nên tới Nagasaki, nơi có sự thương mại hạn chế với Hà Lan và là nơi duy nhất mà chính phủ Nhật Bản cho phép khai thương với người nước ngoài vào thời gian đó (xem Tỏa quốc).

### Mối đe dọa vũ lực và đàm phán

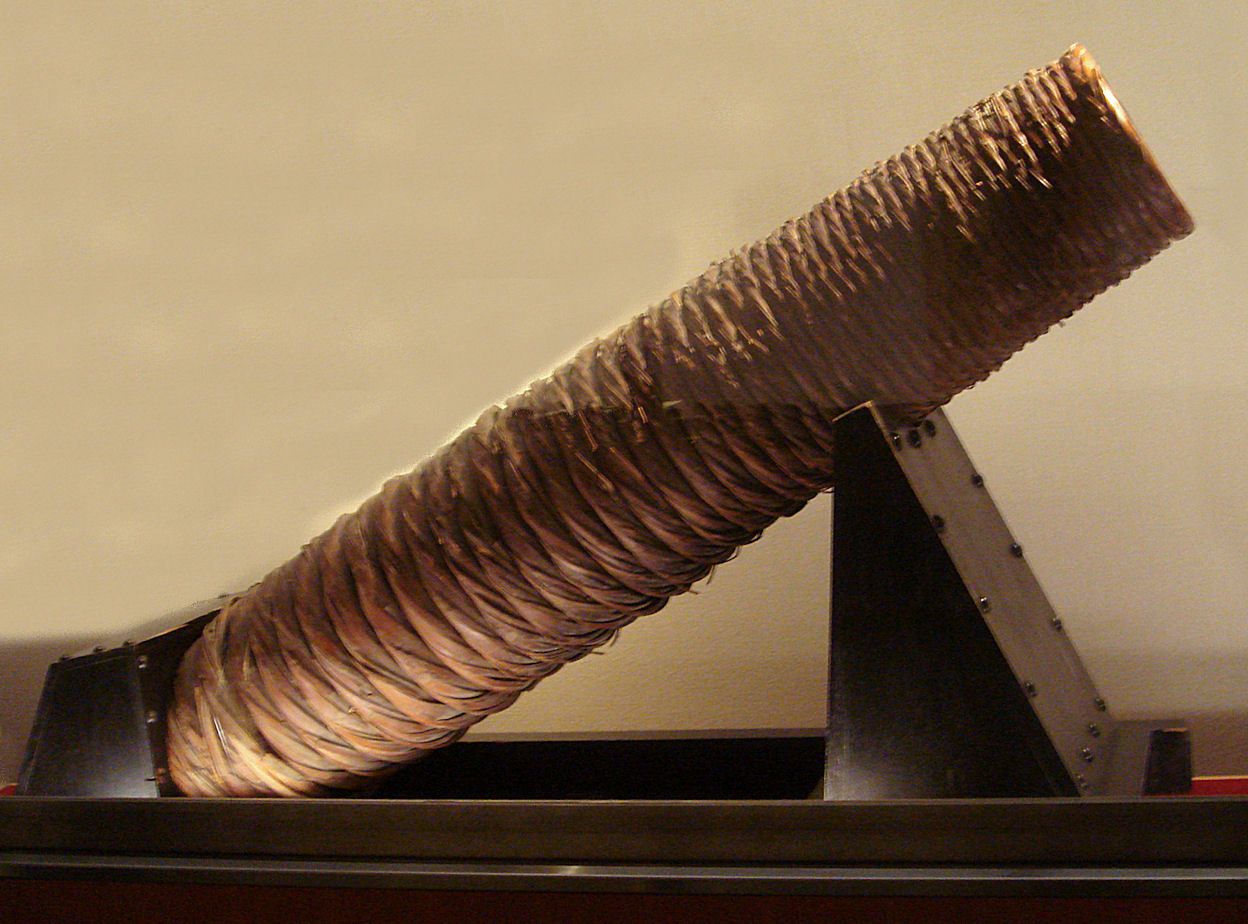
Pháo bằng gỗ nằm ven biển Nhật Bản được các lãnh chúa xây dựng theo lệnh Mạc phủ chống lại cuộc hành trình của hạm đội Perry. 1853-1854.

Khi vừa đặt chân đến Nhật Bản, Matthew Perry đã ra lệnh cho hạm đội của mình hướng thẳng trực tiếp tới thủ đô Edo, và bố trí hướng súng vào thị trấn Uraga. Trước hành vi trắng trợn của các chiến hạm Mỹ, chính quyền Nhật Bản đã ra lệnh yêu cầu hạm đội của Mỹ phải rời bỏ khỏi khu vực này nhưng đã bị Perry bác bỏ. Ngược lại, ông yêu cầu chuyển thư của Tổng thống Millard Fillmore gửi cho chính phủ Nhật Bản, và đe dọa sử dụng vũ lực nếu các tàu thuyền của Nhật Bản xung quanh hạm đội Mỹ không chịu giải tán.
Lời đe dọa của Matthew Perry được gửi cho người Nhật bằng cách gửi cho họ một lá cờ trắng (hàm ý buộc họ phải đầu hàng) và một bức thư trong đó nói với họ rằng trong trường hợp họ chọn cách chống lại thì nếu thấy cần thiết thì người Mỹ sẽ tiêu diệt hết toàn bộ tàu thuyền có ý xâm phạm. Tàu của Perry được trang bị hải pháo Paixhans với đạn nổ, có sức công phá lớn với mỗi loạt đạn khai hỏa. Thuật ngữ "Hắc Thuyền" (tiếng Nhật: 黒船, kurofune) từ đó về sau ở Nhật Bản thường được tượng trưng cho mối đe dọa đối với công nghệ phương Tây.
Sau khi Nhật Bản đồng ý nhận quốc thư của Tổng thống Mỹ, Perry cập bến tại Kurihama (Yokosuka ngày nay) vào ngày 14 tháng 7 năm 1853, gửi quốc thư cho sứ giả và rời khỏi vùng bờ biển Trung Quốc, hứa sẽ trở lại khi có câu trả lời của Mạc Phủ Tokugawa.
Câu trả lời của Mạc Phủ thực hiện ngay sau khi hạm đội Perry rời đi. Ngay sau đó, Mạc Phủ ra lệnh cho xây dựng một công sự phòng thủ ở Odaiba trong vịnh Tokyo để bảo vệ Edo nhằm tránh khỏi các cuộc xâm nhập của hải quân Mỹ.

### Đợt viếng thăm thứ hai, 1854

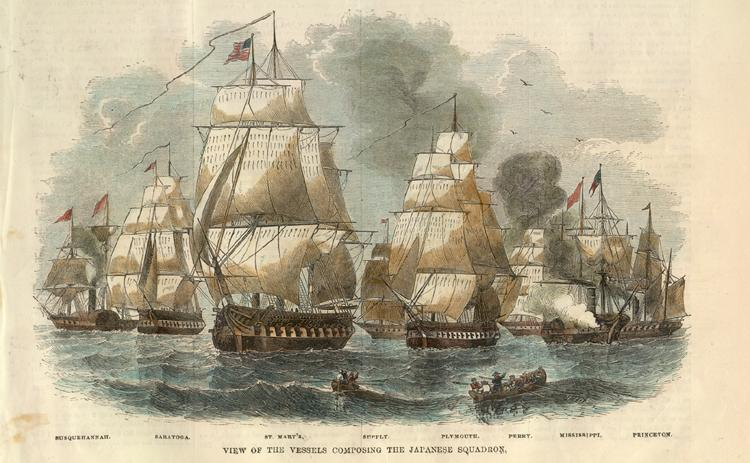
Hạm đội của Perry trong đợt viếng thăm Nhật Bản lần thứ 2 vào năm 1854.

Matthew Perry trở lại vào tháng 2 năm 1854 với số lượng tàu gấp đôi, thấy rằng các sứ giả đã chuẩn bị một hiệp ước đáp ứng hầu như tất cả mọi yêu cầu trong thư của Fillmore. Vào ngày 31 Tháng 3 năm 1854, Perry chính thức ký kết Hiệp ước Kanagawa với Mạc Phủ. Ông cho hạm đội của mình khởi hành với suy nghĩ thỏa thuận đã được thực hiện với đại diện của triều đình mà không biết rằng thỏa thuận trên thực ra được thực hiện với Tướng quân của Mạc Phủ, người thống trị tối cao trên thực tế ở Nhật Bản lúc bấy giờ.

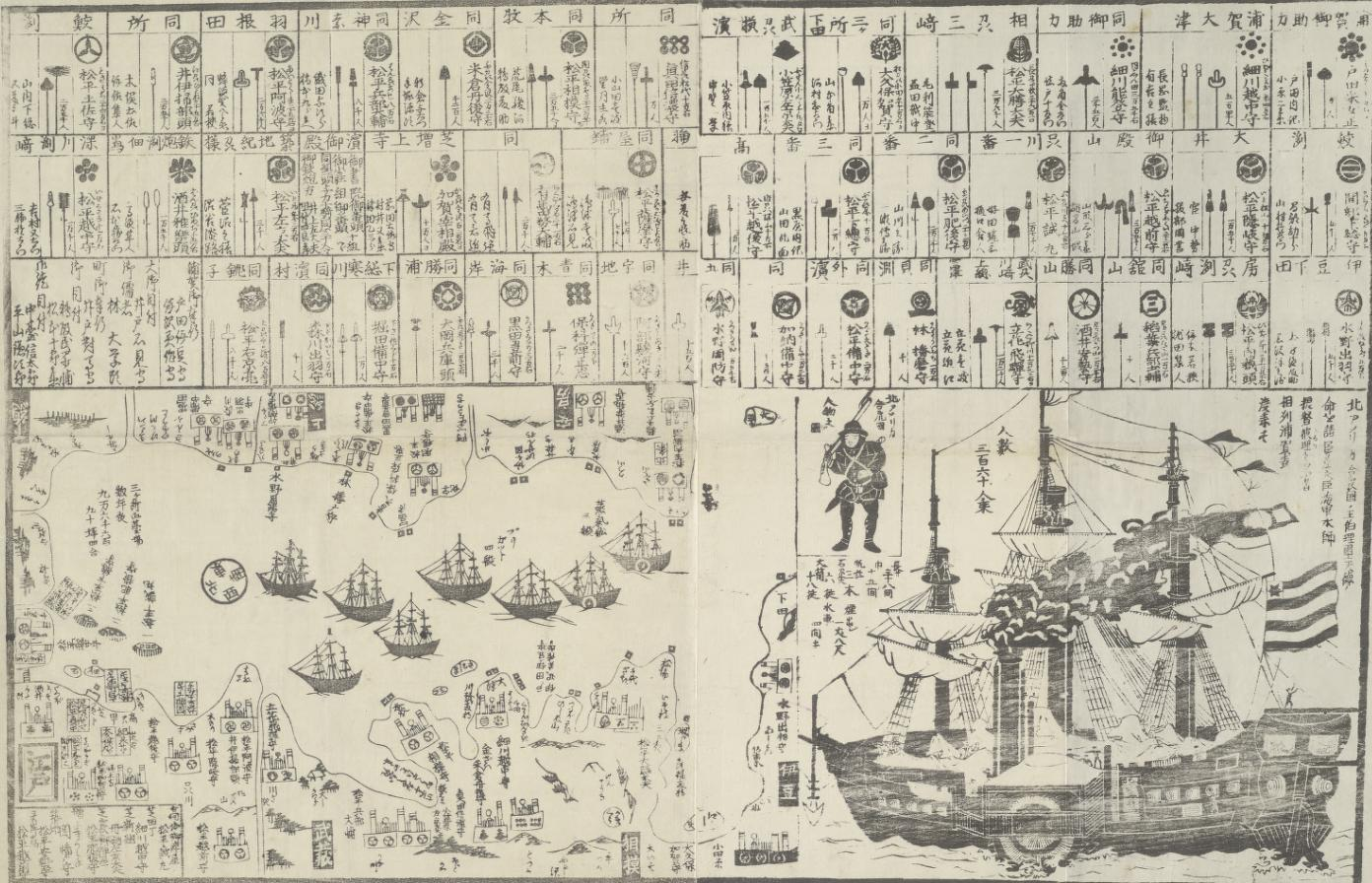
Một bức tranh Nhật Bản có liên quan đến cuộc viếng thăm của Perry.

Trên đường đến Nhật Bản, Perry neo đậu tại Cơ Long ở Formosa (Đài Loan ngày nay), trong 10 ngày. Perry và toàn bộ thủy thủ trên tàu đã đổ bộ vào Formosa và điều tra tiềm năng khai thác các mỏ than ở đây. Trong bản báo cáo của mình, ông nhấn mạnh rằng việc chiếm giữ Formosa sẽ cung cấp một địa điểm trung gian thuận tiện cho việc thương mại với đại lục. Ngoài ra Formosa còn có khả năng phòng thủ vững chắc. Nó có thể phục vụ như là một căn cứ thăm dò như Cuba đã làm cho người Tây Ban Nha ở châu Mỹ. Chiếm Formosa có thể giúp nước Mỹ chống lại sự độc quyền với các cường quốc châu Âu ở các tuyến đường thương mại chính. Tổng thống Franklin Pierce đã từ chối lời đề nghị này, nhận xét việc tiêu hao tài nguyên để sở hữu một hòn đảo xa xôi, hẻo lánh thực sự không cần thiết và điều quan trọng nhất là ông không thể nhận được sự đồng ý của Quốc hội.

### Trở lại Hoa Kỳ, 1855
Khi Perry trở về Hoa Kỳ vào năm 1855, Quốc hội đánh giá cao công việc của ông tại Nhật Bản và đã bỏ phiếu dành cho ông một phần thưởng xứng đáng là 20.000 đôla. Perry sử dụng một phần số tiền này để chuẩn bị và xuất bản một bản báo cáo về chuyến thám hiểm gồm ba tập, với tựa đề Bài tường thuật về cuộc thám hiểm của hạm đội Mỹ đến vùng biển Trung Quốc và Nhật Bản. Ông cũng được đưa vào danh sách thăng cấp Đề đốc sau khi về hưu (khi sức khỏe của ông bắt đầu suy giảm) như là phần thưởng cho công việc phục vụ ở Viễn Đông. Tuy nhiên, bệnh viêm khớp nặng làm ông phải chịu đau đớn thường xuyên, ông đã không có cơ hội nhận được cấp bậc danh dự này khi về hưu.

### Những năm cuối đời

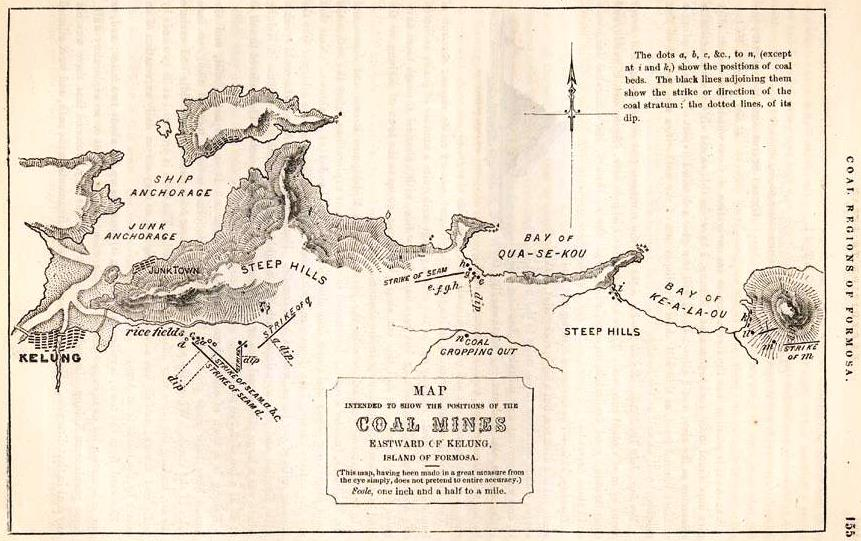
Bản đồ khai thác than trên đảo Đài Loan trong cuốn Bài tường thuật về cuộc thám hiểm đến Nhật Bản của Phó Đề đốc Matthew Calbraith Perry.

Perry dành những năm cuối đời của ông để chuẩn bị cho việc công bố các tác phẩm của mình viết về những chuyến thám hiểm Nhật Bản, thông báo hoàn thành vào ngày 28 tháng 12 năm 1857. Hai ngày sau đó, ông được miễn nhiệm các chức vụ Hải quân. Ông qua đời khi đang chờ quyết định vào ngày 4 tháng 3 năm 1858 tại thành phố New York, do căn bệnh thấp khớp đã lây lan đến tim cùng với sự biến chứng phức tạp của bệnh gút.
Ban đầu, thi thể của ông được chôn cất trong hầm mộ trên phần đất của nhà thờ St Mark ở quận Bowery thành phố New York, phần còn lại được chuyển đến Đảo Nghĩa Trang ở Newport, Đảo Rhode vào ngày 21 Tháng 3 năm 1866, cùng với người con gái của mình là Anna qua đời năm 1839.

## Hạm đội của Perry
Vào ngày 8 tháng 7 năm 1853 Perry dẫn đầu bốn chiếc tàu chiến thuộc hạm đội Đông Ấn Độ của Hải quân Hoa Kỳ xuất hiện ngoài khơi Uraga ở vịnh Edo, Nhật Bản. Bốn chiếc tàu chiến đó bao gồm:
- Tàu chỉ huy: Susquehanna (USS Susquehanna) hoàn thành tại Xưởng đóng tàu Hải quân Brooklyn vào ngày 24 tháng 12 năm 1850. Ngừng hoạt động tại Xưởng đóng tàu Hải quân Brooklyn ngày 14 tháng 1 năm 1868, cho đến khi ngày 27 tháng 9 năm 1883 bán lại cho thành phố New York (E. Stannard) tháo dỡ làm tàu cũ.
  - Tàu chiến kiểu bánh ngoài: tốc độ 10 km/h, chiều dài đường nước 76 mét, tải trọng 3,824 tấn, thủy thủ đoàn 300 người.
  - Trang bị: 3 cổng gắn pháo 10-inch, 6 cổng gắn pháo 8-inch.
- "Mississippi" (USS Mississippi) hoàn thành tại Xưởng đóng tàu Hải quân Philadelphia vào ngày 22 tháng 12 năm 1841. Ngày 14 tháng 3 năm 1863 mắc cạn bị phá hủy tại Cảng Hudson, tiểu bang Louisiana.
  - Tàu chiến kiểu bánh ngoài: tốc độ 8 km/h, chiều dài đường nước 70 m, tải trọng 3,230 tấn, thủy thủ đoàn 380 người
  - Trang bị: 2 cổng gắn pháo 10-inch, 8 cổng gắn pháo 8-inch.
- "Plymouth" (USS Plymouth) hoàn thành tại Xưởng đóng tàu Hải quân Boston vào ngày 3 tháng 4 năm 1844. Ngày 20 tháng 4 năm 1861 bị quân đội Hợp Bang miền Nam nước Mỹ đốt cháy và đánh đắm tại Xưởng đóng tàu Hải quân Norfolk.
  - Thuyền buồm: tốc độ không rõ, chiều dài đường nước 45 mét, tải trọng 889 tấn, thủy thủ đoàn 60 người
  - Trang bị: 8 cổng gắn pháo 10-inch, 18 cổng gắn pháo 32 pao.
- "Saratoga" (USS Saratoga) hoàn thành tại Xưởng đóng tàu Hải quân Portsmouth vào ngày 26 tháng 7 năm 1842. Hoạt động ngày 4 tháng 1 năm 1843. Ngày 8 tháng 8 năm 1888 tàu ngừng hoạt động chuyển thành thuyền huấn luyện của trường đào tạo hàng hải cho đến ngày 14 tháng 8 năm 1907 thì bán lại cho công ty Boston.
  - Thuyền buồm: tốc độ không rõ, chiều dài đường nước 45 mét, tải trọng 896 tấn, thủy thủ đoàn 210 người
  - Trang bị: 4 cổng gắn pháo 10-inch, 18 cổng gắn pháo 32 pao.

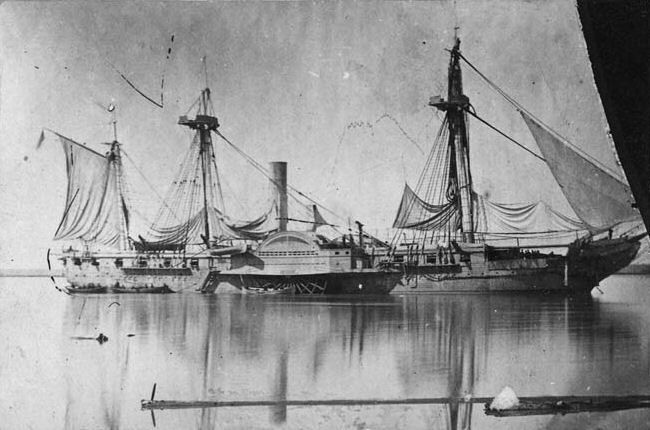
USS Mississippi năm 1863.
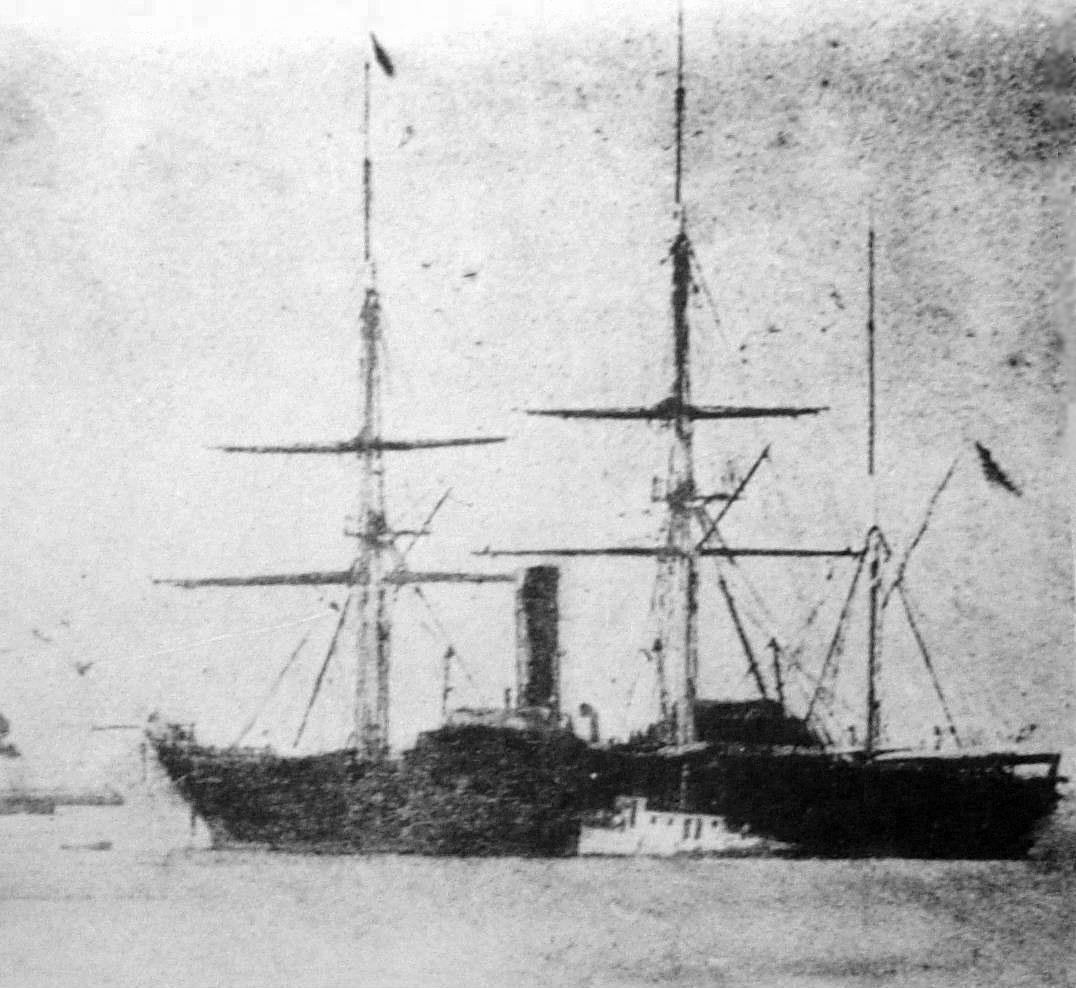
USS Susquehanna.
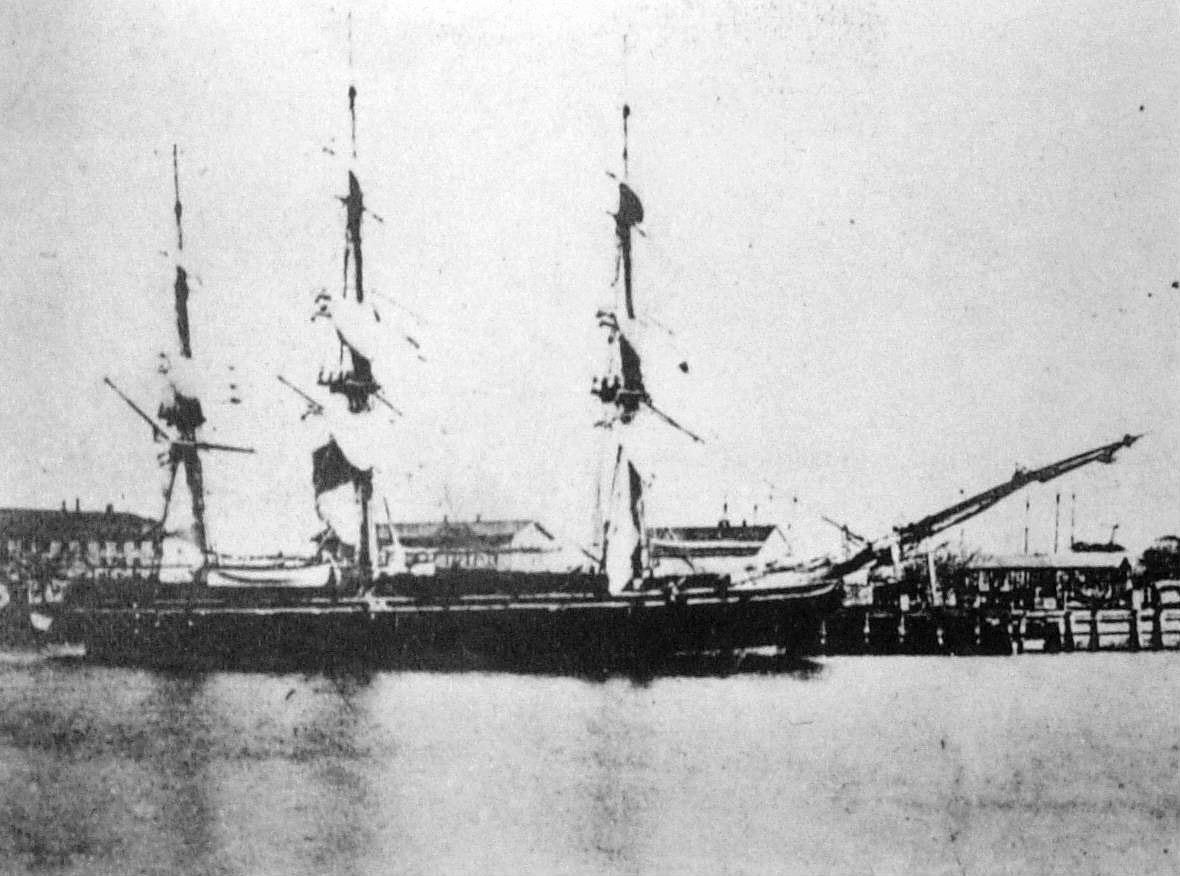
USS Saratoga.
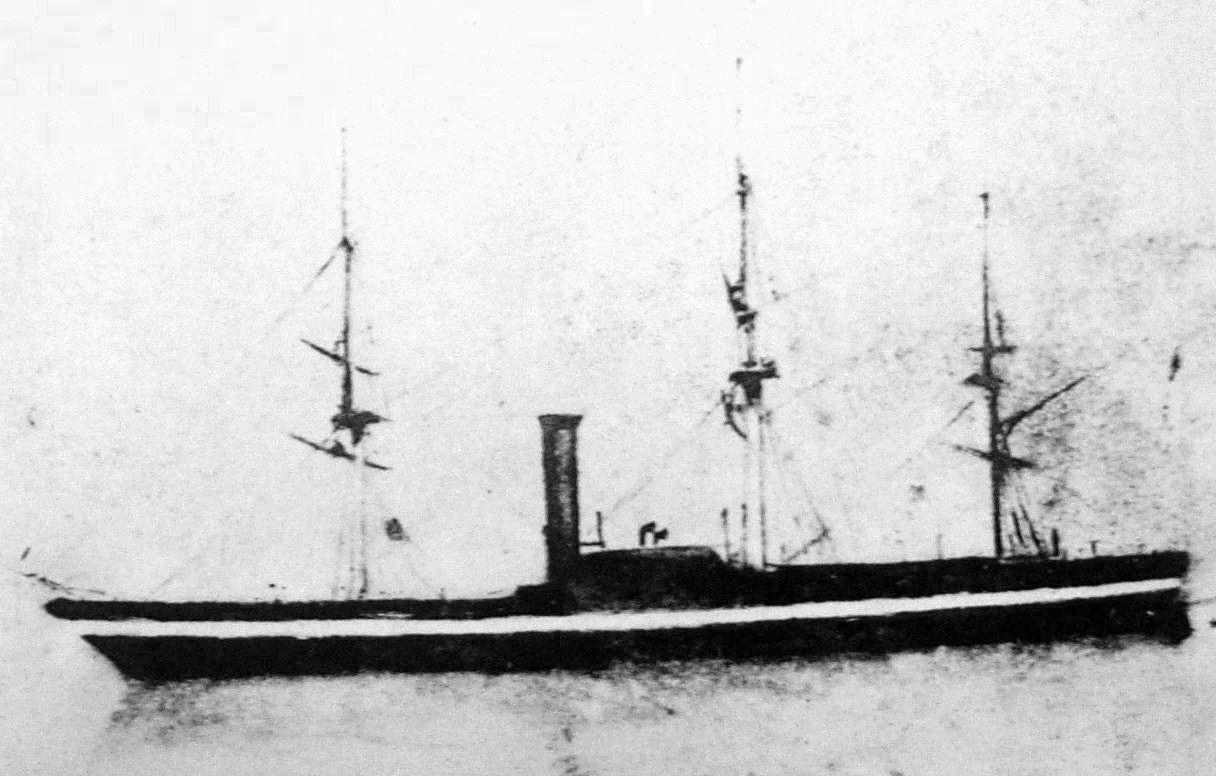
USS Plymouth.

## Lá cờ Perry và di sản

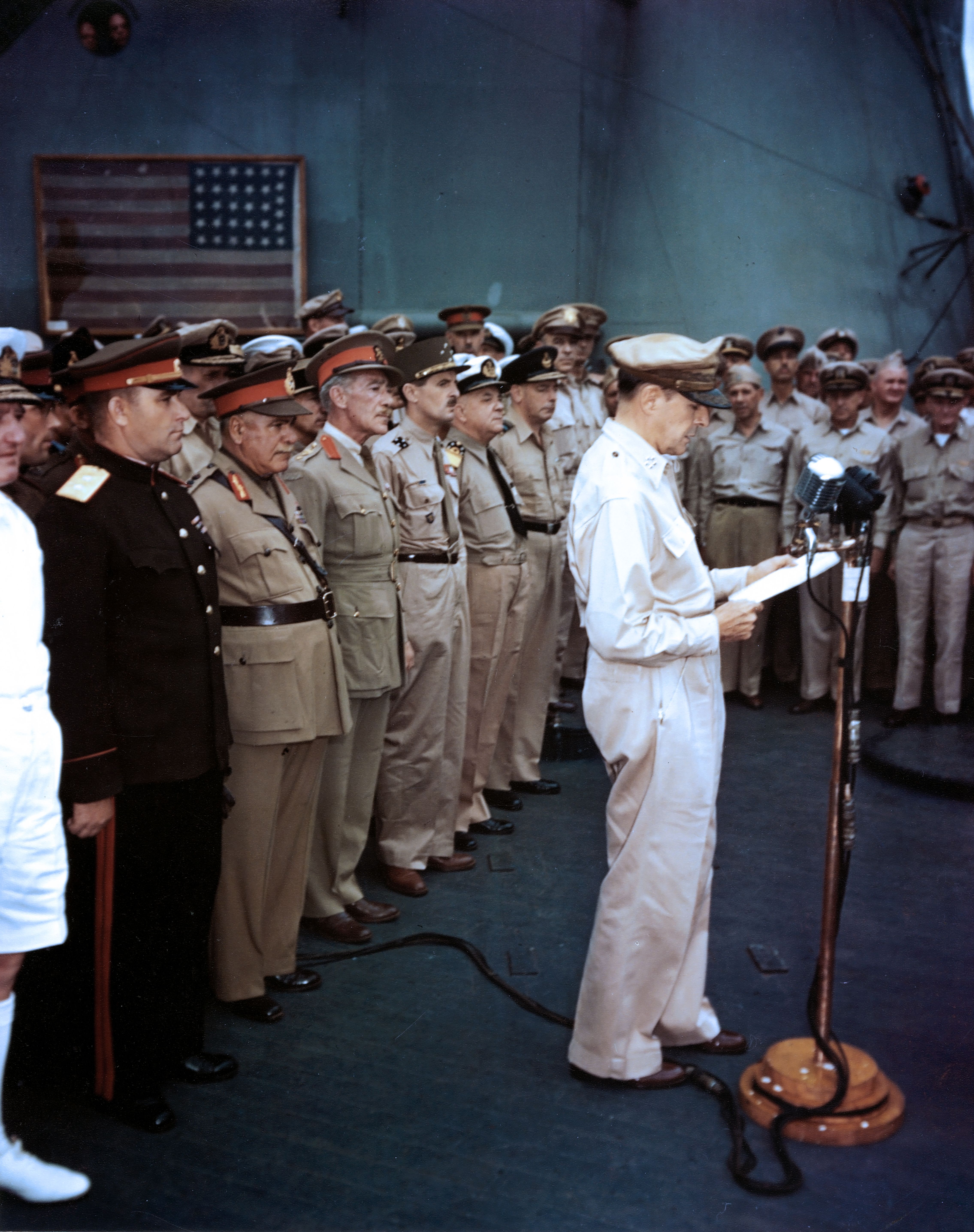
Lá cờ của Phó Đề đốc Perry (góc trên bên trái) đã bay từ Annapolis đến Tokyo để trưng bày tại lễ đầu hàng của Đế quốc Nhật Bản chính thức kết thúc Chiến tranh thế giới thứ II.

Một bản sao của lá cờ Mỹ Perry đang được trưng bày tại đài tưởng niệm trên tàu USS Missouri (BB-63) ở Trân Châu Cảng, Hawaii. Nó được gắn vào vách ngăn bên trong địa điểm mà người Nhật đã ký kết văn kiện đầu hàng tại bến cảng bên cạnh con tàu. Lá cờ được đưa từ Bảo tàng Học viện Hải quân Hoa Kỳ đến Nhật Bản để tham dự lễ đầu hàng của người Nhật và được trưng bày trong dịp này theo yêu cầu của tướng Douglas MacArthur, người có quan hệ họ hàng với Perry. Một số hình ảnh của lễ ký kết cho thấy lá cờ này đã bị treo ngược (ngôi sao ở góc trên bên phải). Miếng vải của lá cờ lịch sử rất mỏng nên người quản lý Bảo tàng đã cho khâu một lớp vải bảo vệ vào lá cờ, khiến cho chỉ nhìn thấy lá cờ từ mặt trái. Hiện nay, lá cờ được bảo quản tại Học viện Hải quân Hoa Kỳ ở Annapolis, Maryland.
Cách bài trí ngôi sao trên lá cờ này khác với lá cờ 31 ngôi sao tiêu chuẩn được sử dụng về sau. Lá cờ của Perry có năm cột chứa 5 ngôi sao và cột cuối cùng có 6 ngôi sao. Khi nó lần đầu tiên được kéo lên ở vịnh Tokyo vào năm 1853-1854, lá cờ 5x5+6 của Perry là lá cờ duy nhất có kiểu bài trí sao như vậy. Ngày nay, một bản sao của lá cờ lịch sử này có thể được nhìn thấy trên boong tàu đầu hàng (Surrender Deck) của đài tưởng niệm trên chiến hạm Missouri ở Trân Châu Cảng. Bản sao này cũng được đặt trong cùng vị trí trên các vách ngăn của tầng hiên, nơi lá cờ được thuyền trưởng Carpenter Fred Miletich kéo lên lần đầu vào sáng ngày 2 tháng 9 năm 1945.

## Tưởng niệm

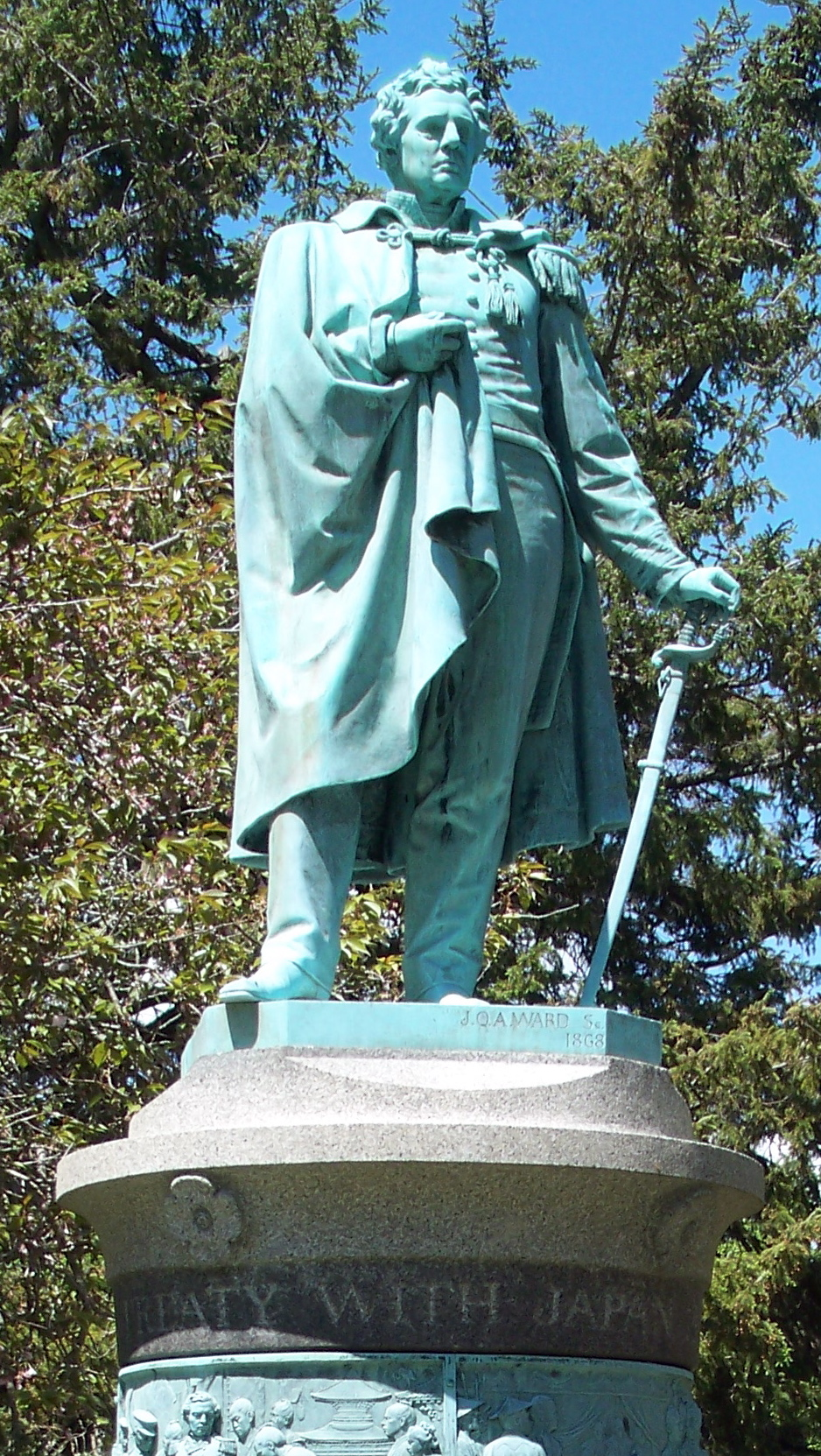
Tượng Perry tại Công viên Touro

- Tại nơi sinh của ông, Newport, Đảo Rhode, có một bảng tưởng niệm tại Nhà thờ Trinity, Newport, và một bức tượng Perry tại Công viên Touro do John Quincy Adams Ward thiết kế và xây dựng vào năm 1869 sau tượng được cô con gái của ông khánh thành. Thi thể Perry được chôn cất tại nghĩa trang Đảo Newport, gần cha mẹ và anh trai. Ngoài ra còn có gian trưng bày và bộ sưu tập nghiên cứu liên quan đến cuộc sống của ông tại Bảo tàng Chiến tranh Hải quân và trường Cao đẳng tại Hội Lịch sử Newport.
- Công viên Perry ở Kurihama, Nhật Bản trong đó có một đài tưởng niệm làm bằng đá nguyên khối (khánh thành ngày 14 tháng 7 năm 1901) nằm tại vị trí mà lực lượng của Perry đổ bộ.[26] Trong công viên có một bảo tàng nhỏ nhằm kỷ niệm sự kiện năm 1854. Vào cửa tự do, và viện bảo tàng mở cửa từ 10:00-04:00, bảy ngày một tuần.
- Trường Tiểu học và Trung học Matthew C. Perry nằm gần sân bay Quân đoàn Lính thủy Đánh bộ ở Iwakuni, Nhật Bản.
- Tàu khu trục lớp Perry của Hải quân Mỹ (mua vào những năm 1970 và 1980) được đặt theo tên người anh của Perry, Phó Đề đốc Oliver Hazard Perry.
- Ngày 2 tháng 12 năm 2008, Bộ trưởng Hải quân Donald C. Winter thông báo con tàu thứ chín của lớp Lewis và Clark của tàu chở hàng khô, đạn dược sẽ được đặt tên USNS Matthew Perry (T-ake-9) lấy theo tên của Phó Đề đốc Perry.

## Miêu tả trong truyền thông

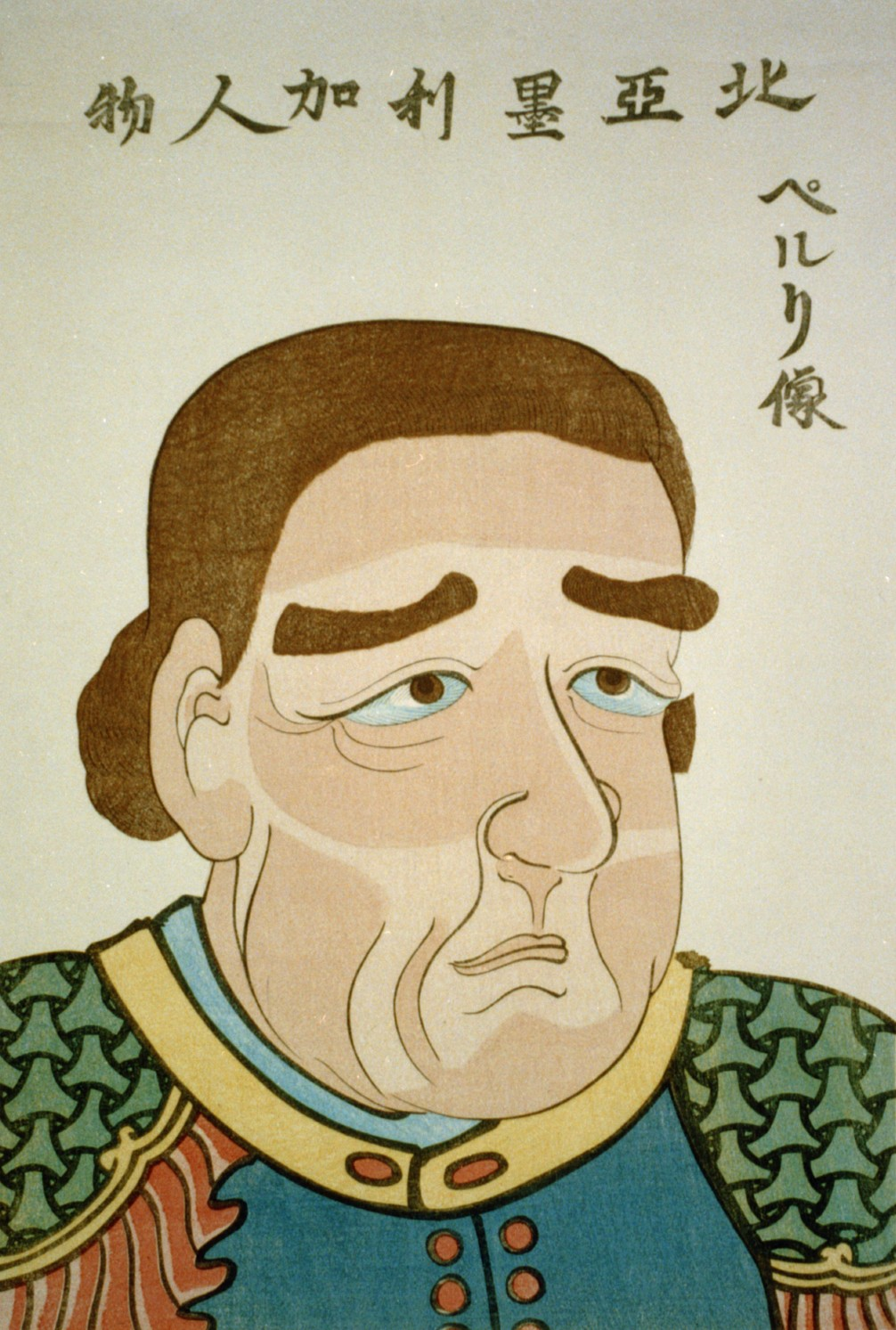
Tranh khắc gỗ Nhật Bản minh họa Phó Đề đốc Perry, năm 1854. chú thích này đọc "Bắc Mỹ" (trên cùng dòng, được viết từ phải sang trái bằng chữ Hán) và "bức chân dung của Perry" (dòng đầu tiên, được viết từ trên xuống dưới).

- Câu chuyện về việc mở cửa Nhật Bản của Perry là nguồn cảm hứng cho cuốn tiểu thuyết Pacific Overtures của Stephen Sondheim và John Weidman.
- Nam diễn viên Richard Boone đóng vai Phó Đề đốc Perry trong bộ phim Võ sĩ đạo mang tính tiểu thuyết hóa cao năm 1981.
- Cuộc hành trình của hạm đội Phó Đề đốc Perry là một phần gián tiếp của một chương trong series anime Rurouni Kenshin, và trong tập đầu tiên của anime Hikaru no Go. Một số series anime khác có nói đến sự xuất hiện của Perry trong một thời gian ngắn là Bokusatsu Tenshi Dokuro-chan. Manga Fruits Basket cũng đề cập đến sự kiện này trong khi nhân vật chính đang học. Anime Sayonara Zetsubou Sensei mô tả Phó Đề đốc Perry như là một "người nước ngoài luôn gặp khó khăn, là người không hài lòng bằng cách mở các cảng và cần phải mở tất cả mọi thứ".
- Trong loạt anime, Samurai Champloo, trong tập "Bóng chày màu xanh", mô tả một nhân vật hư cấu có tên là "Đô đốc Joy Cartwright" người thách đấu chơi trò bóng chày (Yakyū) với người dân địa phương Nhật Bản để thiết lập mối quan hệ thương mại. Nhân vật này được đặt theo tên Joy Alexander Cartwright ("cha đẻ của bóng chày") và rõ ràng là hình mẫu của Phó Đề đốc Perry.
- Đợt viếng thăm Nhật Bản của Perry cũng được đề cập đến trong bộ phim Sword of the Beast năm 1965 của Hideo Gosha.
- Con tàu vũ trụ có tốc độ nhanh hơn ánh sáng trong cuốn tiểu thuyết Homeward Bound được đặt tên là Phó Đề đốc Perry.
- Bộ manga Rozen Maiden bày tỏ sự trung thành với Perry thông qua con mắt của nhân vật Suiseiseki.
- Popotan có một số tài liệu tham khảo liên quan đến Perry trong suốt series của bộ anime này.
- Bộ phim truyền hình Taiga Ryōmaden của NHK năm 2010, lấy bối cảnh về thời kỳ Bakumatsu, miêu tả Perry là một chỉ huy quân sự kiên định, hăm dọa và là người có thể chinh phục Mạc Phủ bất khả chiến bại thông qua sự đàm phán lỗ mãng. Vai Perry do nam diễn viên Timothy Harris đóng.